# جين بورتون
جين بورتون (بالإنجليزية: Jane Burton)‏ هي مصورة أسترالية، ولدت في 1966.